# Gauführer
Gauführer fue uno de los primeros rangos militares utilizado por las Schutzstaffel (SS) entre 1925 y 1929. Traducido como "Líder SS Regional", el SS-Gauführer tenía el mando de varios SS-Stafflen que a su vez estaban comandados por un SS-Staffelführer.
El rango de Gauführer fue influenciado por el rango similar de Gauleiter del Partido Nacionalsocialista. La insignia de un Gauführer era un brazalete con la esvástica con dos franjas blancas.
El rango de SS-Gauführer dejó de existir en 1929 cuando los SS-Gaus se consolidaron en nuevas unidades de las SS conocidas como SS-Oberführerbereiche, cada una comandada por un SS-Oberführer.